# كلبسيلة بيضاء
كلبسيلة بيضاء (الاسم العلمي:Klebsiella alba) هي نوع من البكتيريا تتبع جنس الكلبسيلة من فصيلة الأمعائيات.